# Kärlekslås

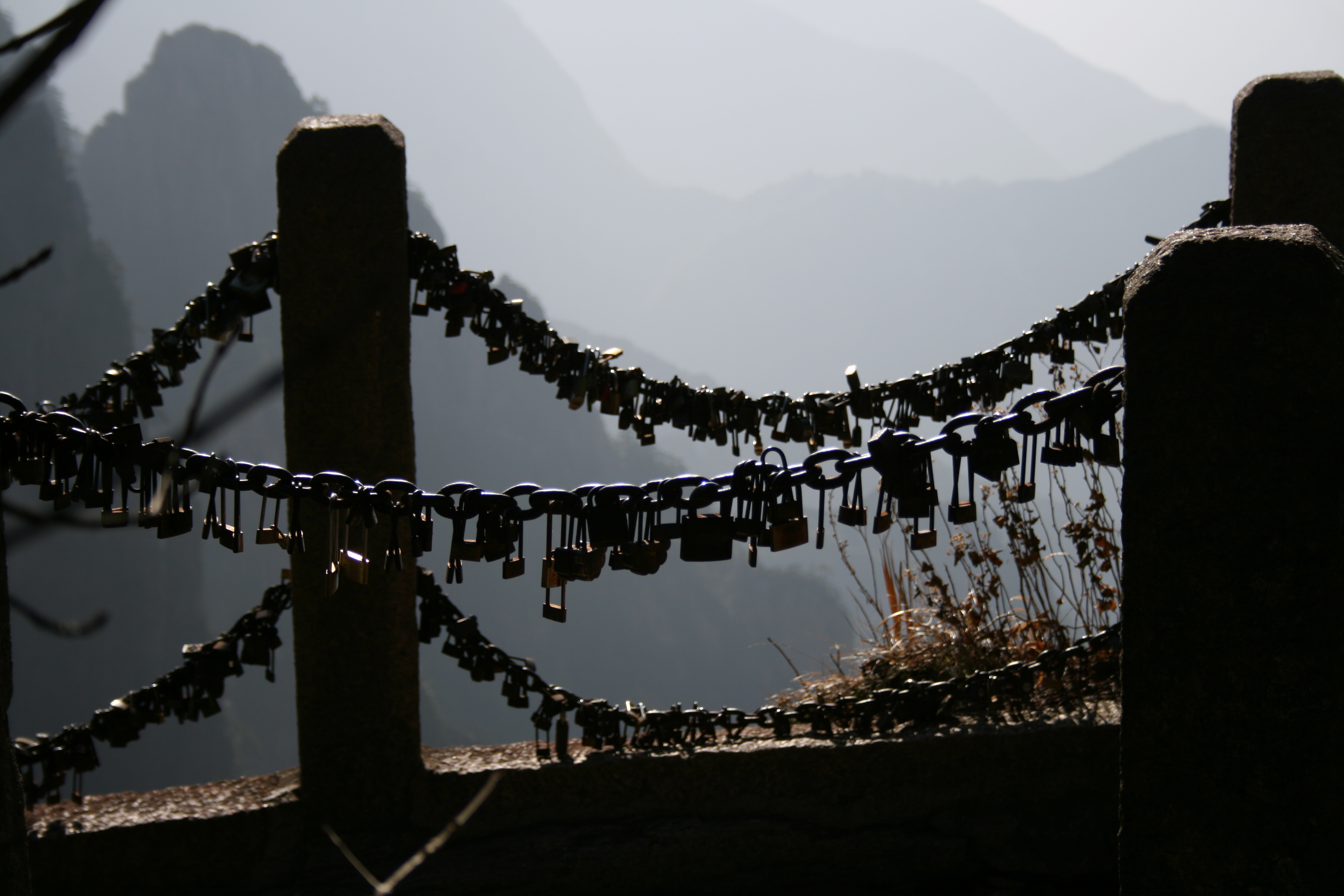
Kärlekslås vid berget Huangshan i Kina.

Kärlekslås är hänglås som kärlekspar låser fast på offentliga platser och vars nyckel kastas bort som en symbol för evig kärlek. Ofta är platsen en bro som förutom att den passeras av många också har ett räcke som ger möjlighet till fastlåsning och nyckeln kan symboliskt fås att försvinna i vattendraget. Företeelsen har spridits i många europeiska städer under de senaste åren men har förekommit under längre tid i Asien och senare i Italien. 
Ordet Kärlekslås introducerades på Språkrådets nyordslista 2010 med beskrivningen »hänglås som ett kärlekspar fäster på någon offentlig plats och låser, varefter nyckeln kastas bort; symboliserar evig kärlek«.
Man hittar kärlekslås framför allt i Europa och Asien, men även i Nord- och Sydamerika och i Australien. Låsen hänger på broräcken eller staket av järn, gärna över vattendrag, på höga berg, vid särskilt romantiska platser och ibland vid tempel och statyer. I Kina finns mängder av lås, på flera platser längs kinesiska muren och på heliga berg. Fenomenet är också vanligt i Östeuropa och i Italien.
I Stockholm började kärlekslås synas på Västerbron och Djurgårdsbron under 2009.

## Kärlekslåsens ursprung
Rötterna till kärlekslåsen kan sökas på många olika håll. De sträcker sig hundratals år bakåt i tiden i Kina med hänglåsamuletter som sattes på små barn som magiska besvärjelser för att ge ett långt och lyckligt liv med god hälsa. Seden förekommer fortfarande. I det antika persiska riket användes hänglås i olika religiösa sammanhang i form av amuletter och talismaner med inskrivna böner eller andra religiösa formuleringar.

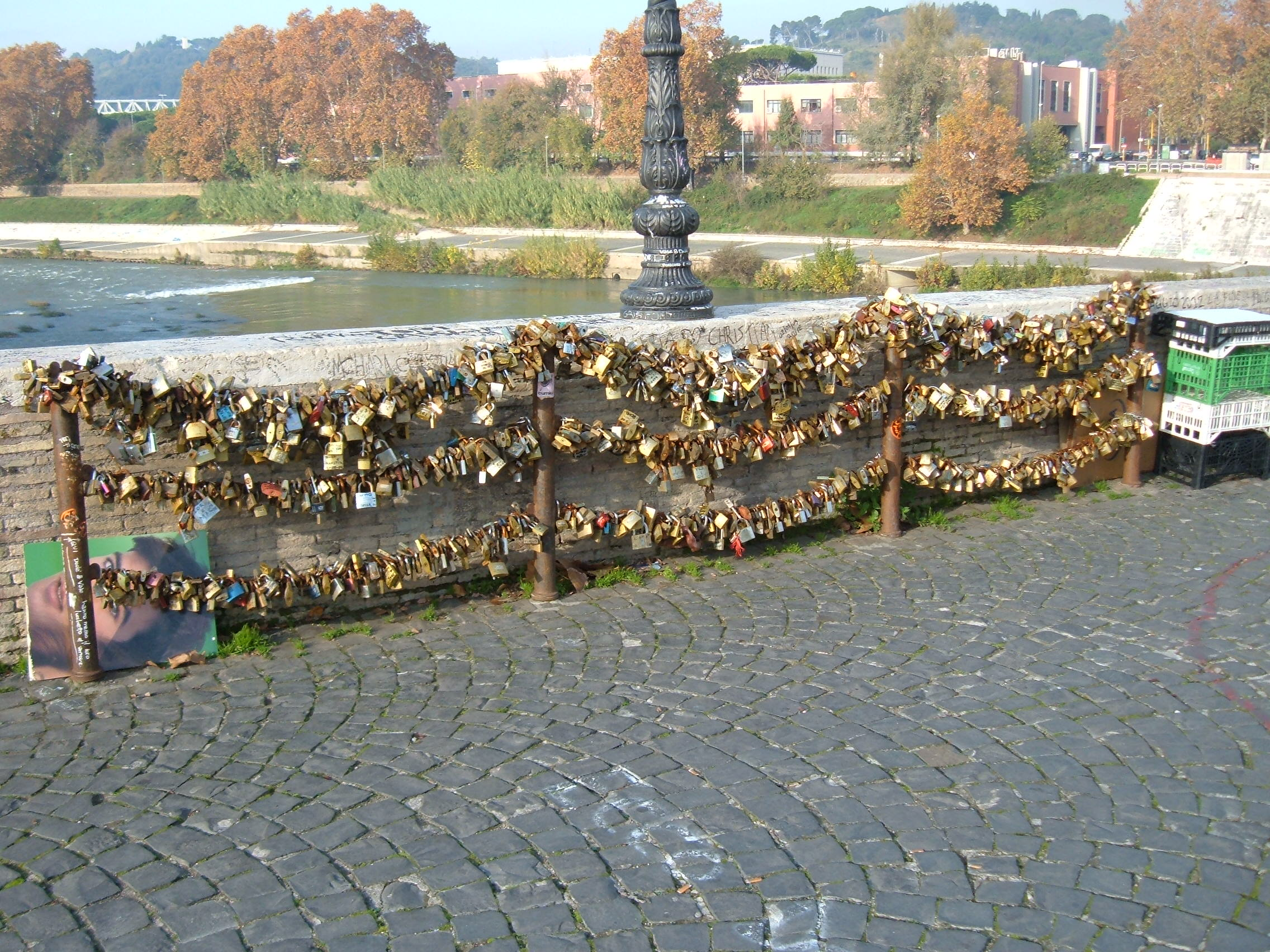
Kärlekslås vid Ponte Milvio i Rom, Italien.

På 1960-talet brukade unga italienska män fira friheten efter avslutad militärtjänst i Florens genom att låsa fast hänglåsen från klädskåpen på bronsstatyn vid bron Ponte Vecchio och slänga nyckeln i vattnet. I staden Pécs i Ungern sägs trenden ha startats av studenter i början av 1980-talet. För att få livslång kärlek, men även i samband med och som en symbol för avslutade studier, sattes hänglås upp på ett järnstaket i närheten av en medeltida katedral.
Under 1900- och 2000-talet förekommer hänglås framför allt för att låsa fast kärleken mellan unga par som därmed manifesterar sin kärlek, men det förekommer även att äldre utför ritualen på bröllopsdagar eller andra märkesdagar. I Tallinn och Moskva och på vissa ställen längs kinesiska muren är det tradition att nygifta par sätter upp kärlekslås. I Tallinn innefattar ceremonin dessutom att brudgummen ska bära bruden över bron.

## Bildgalleri

### Västerbrons kärlekslås

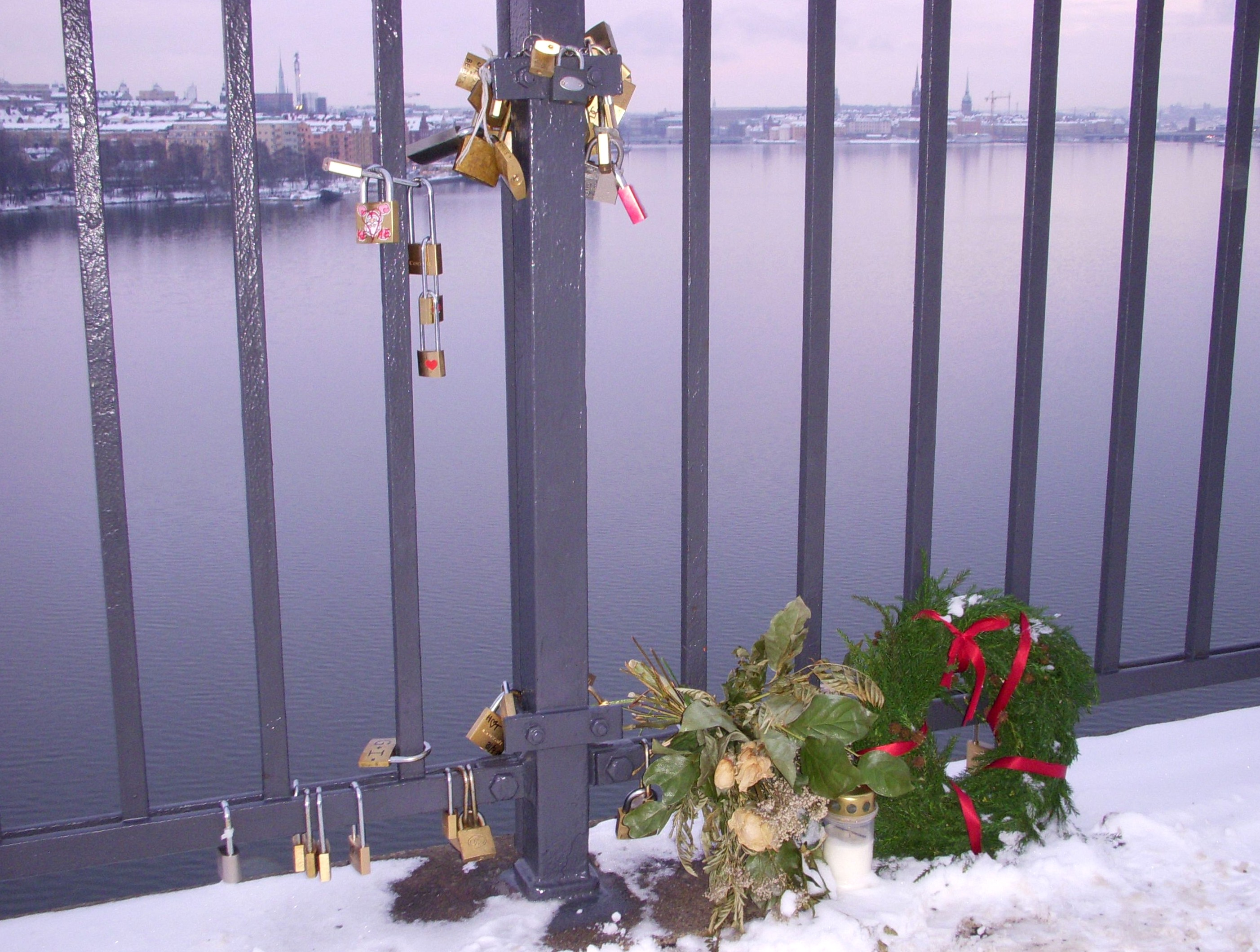
24 december 2009.
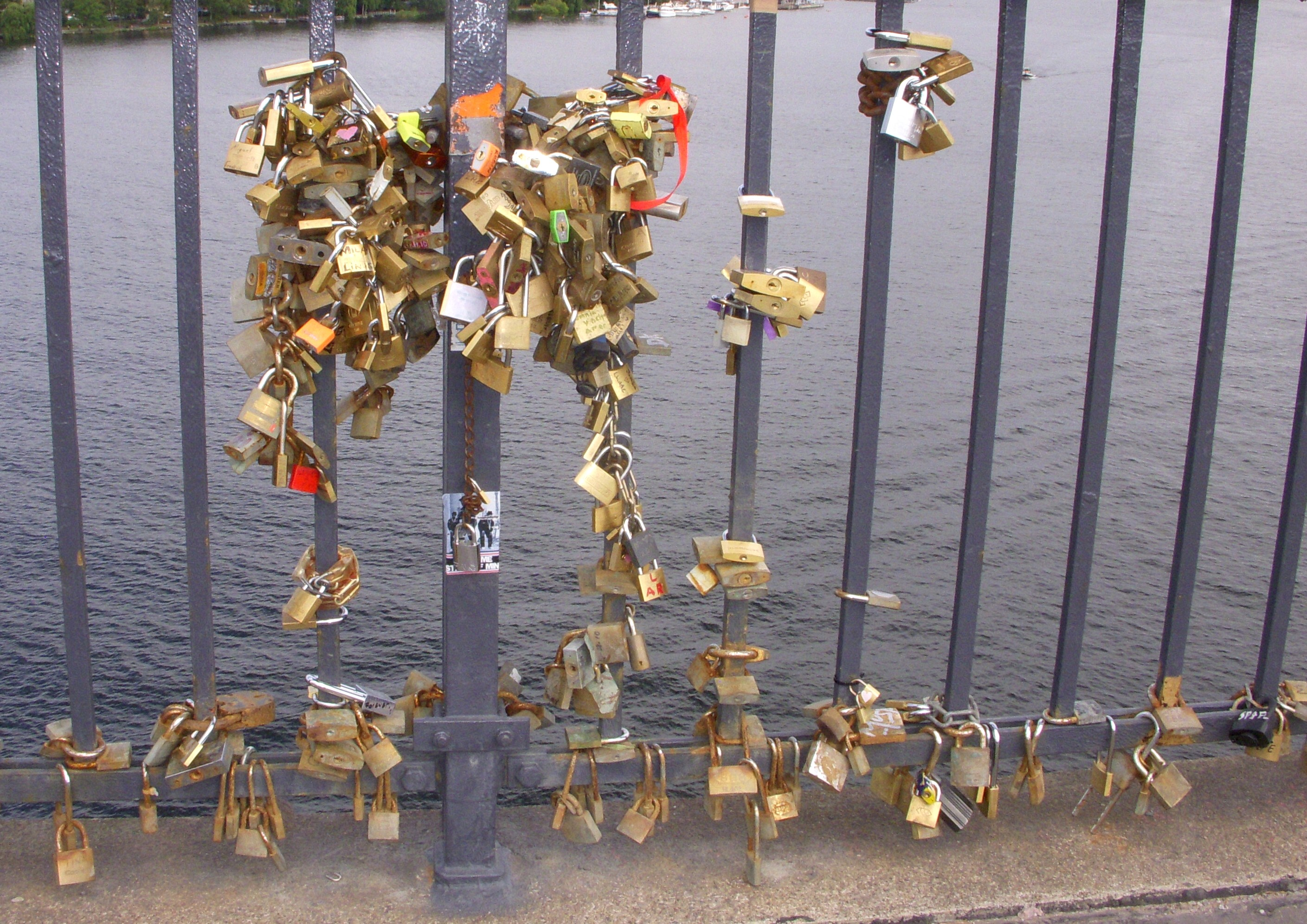
12 augusti 2011.
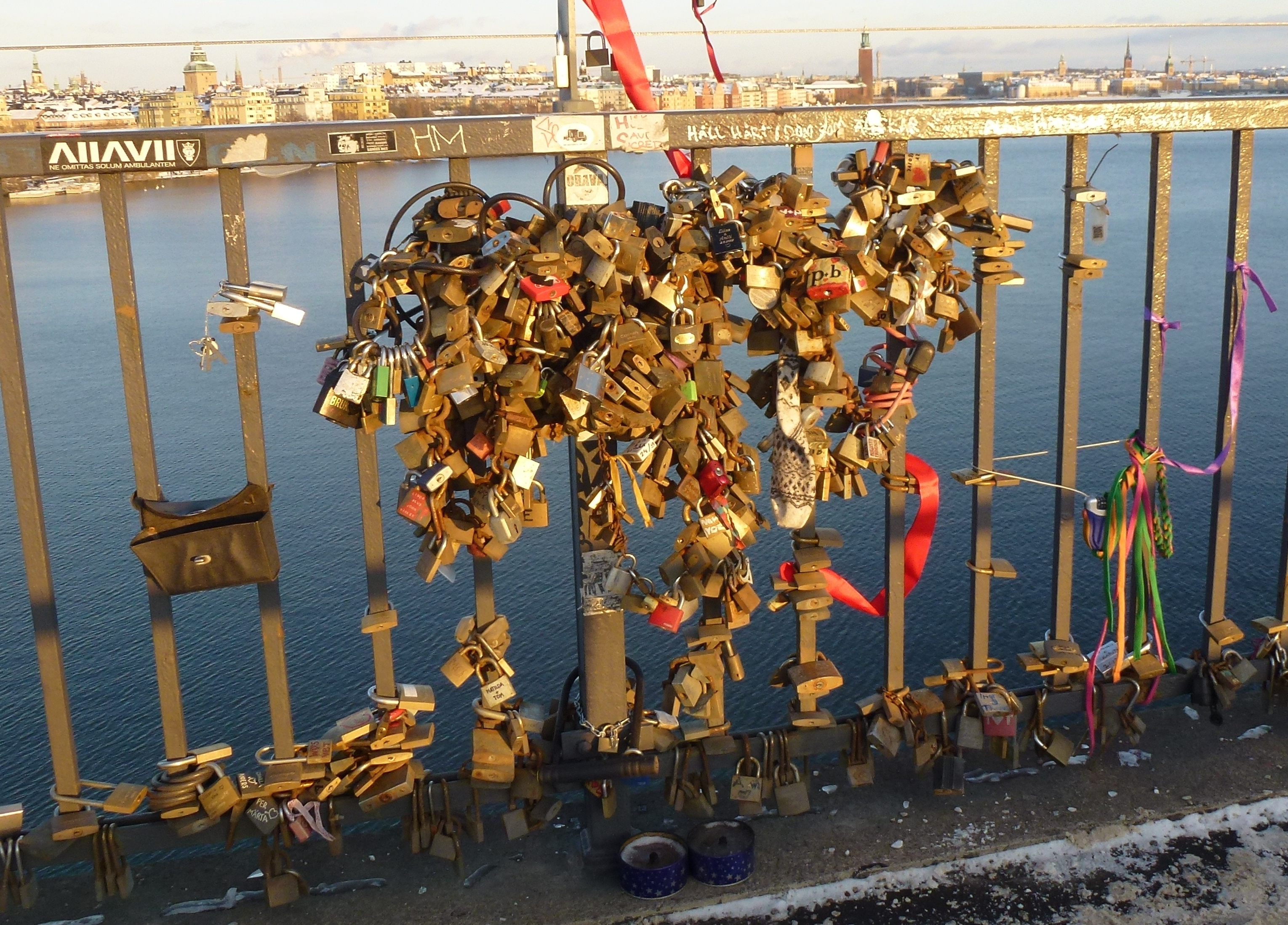
2 december 2012.
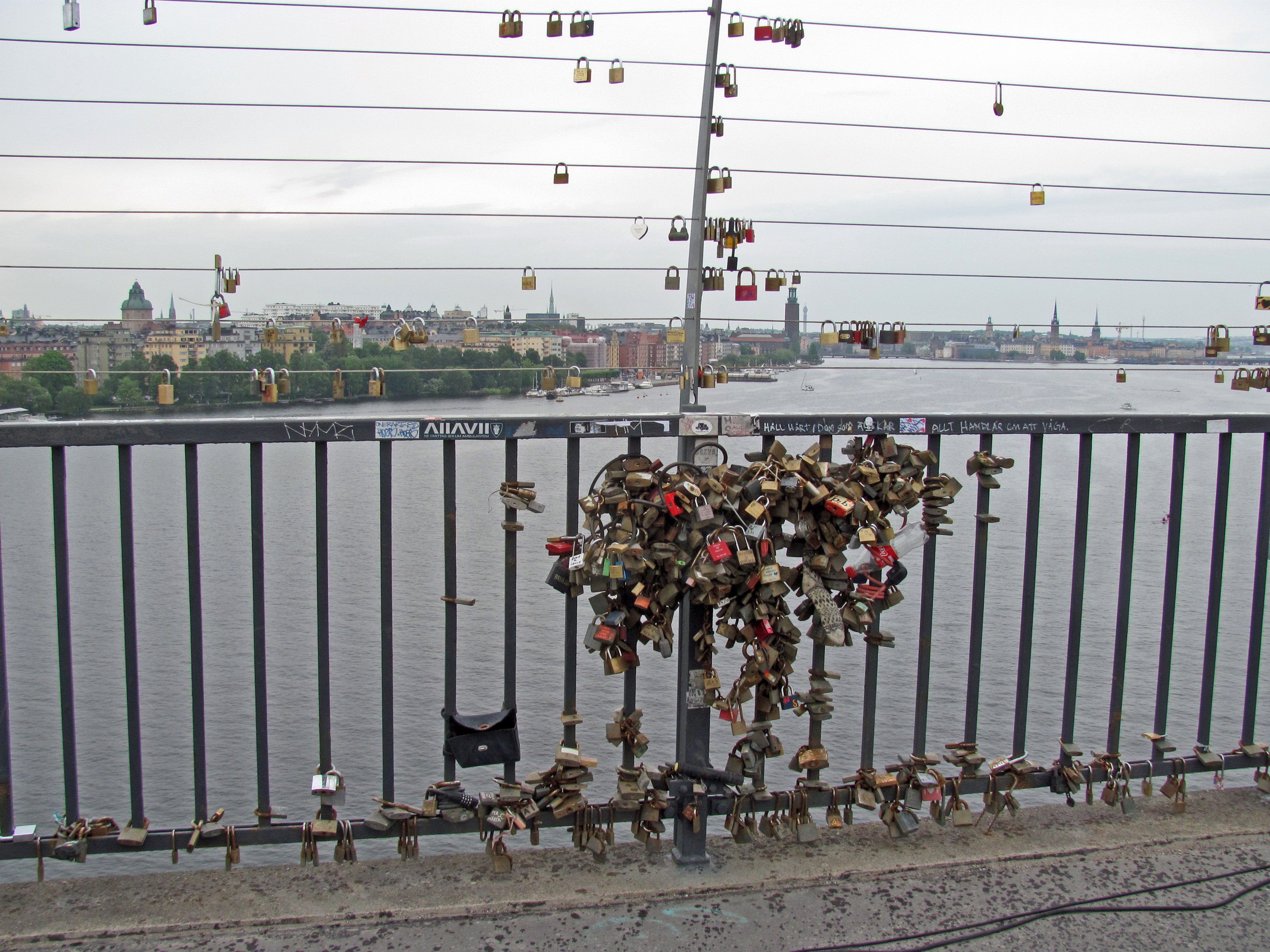
1 juni 2013

### Djurgårdsbrons kärlekslås

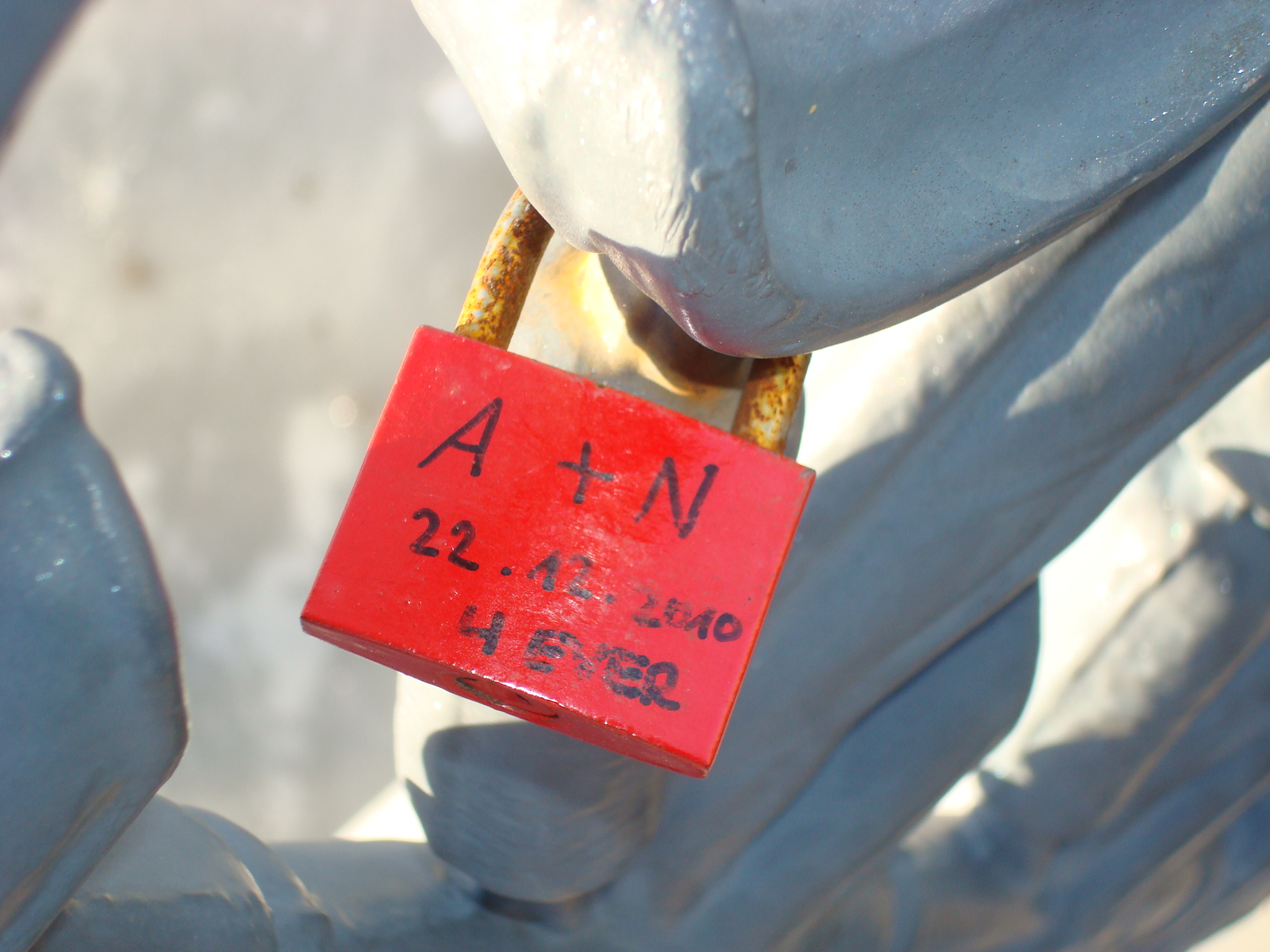
Rött kärlekslås på Djurgårdsbron i Stockholm, 20 februari 2009.
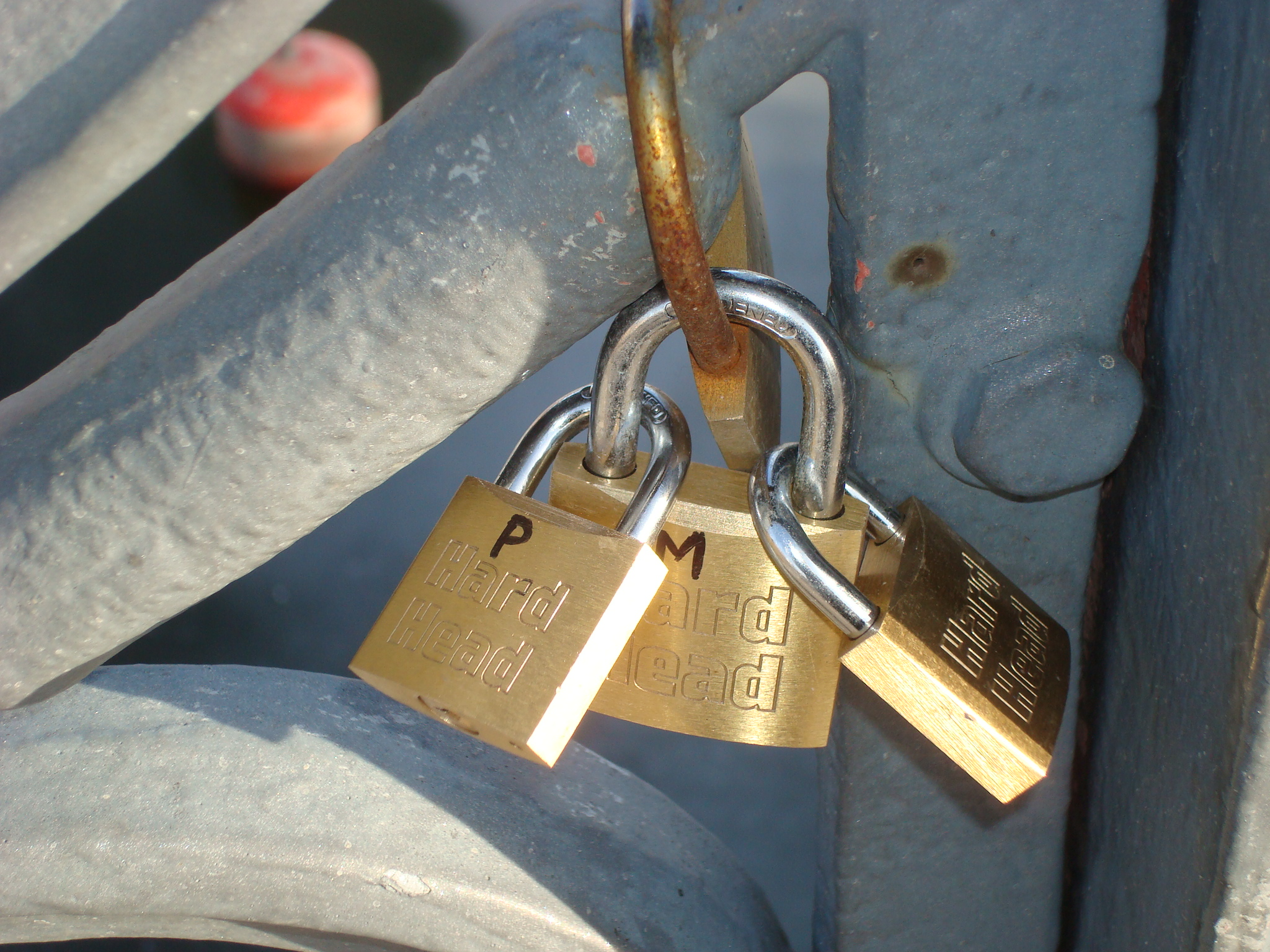
Kärlekslås på Djurgårdsbron i Stockholm, februari 2012.
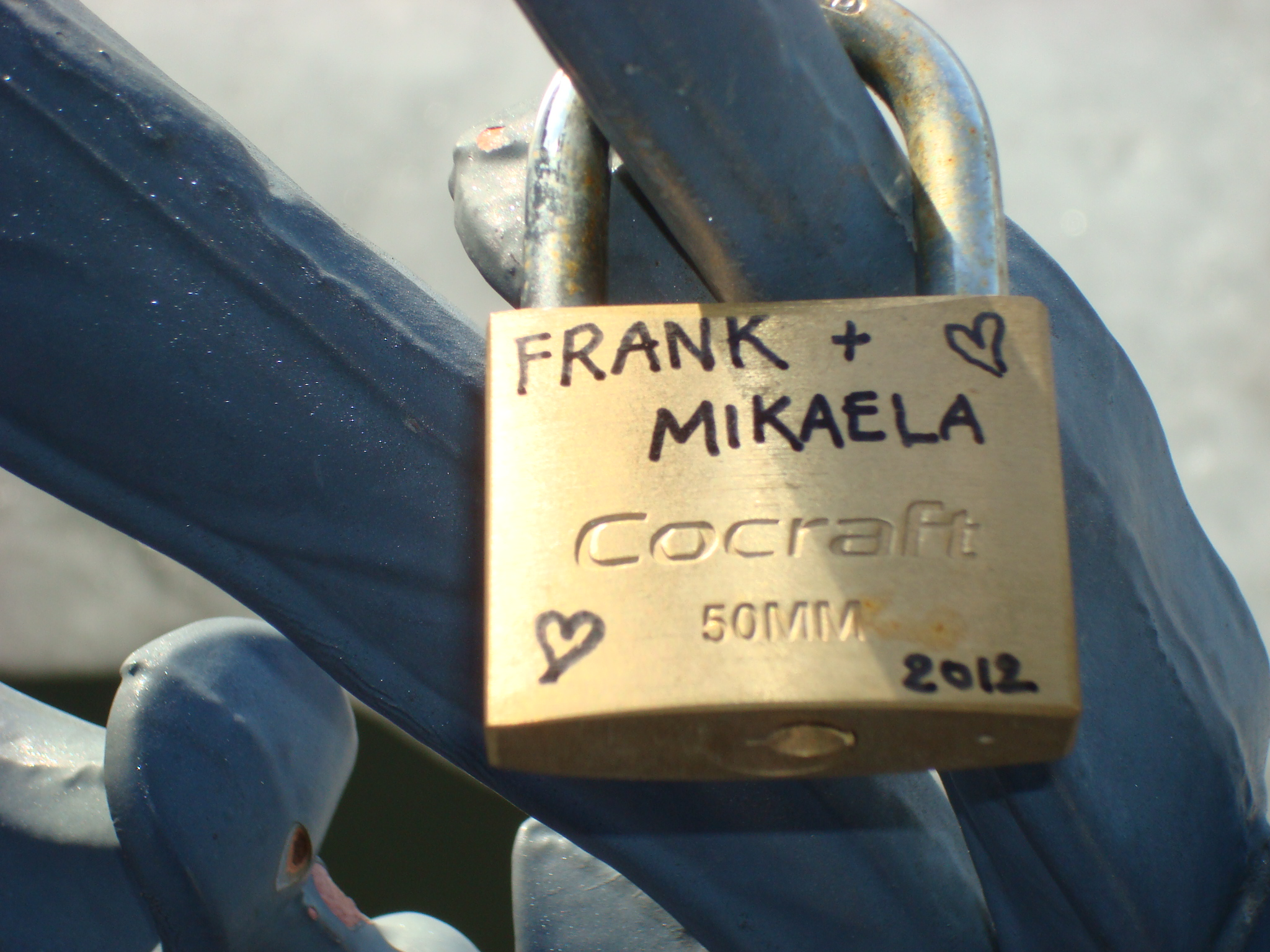
Frank och Mikaela, kärlekslås på Djurgårdsbron i februari 2009.
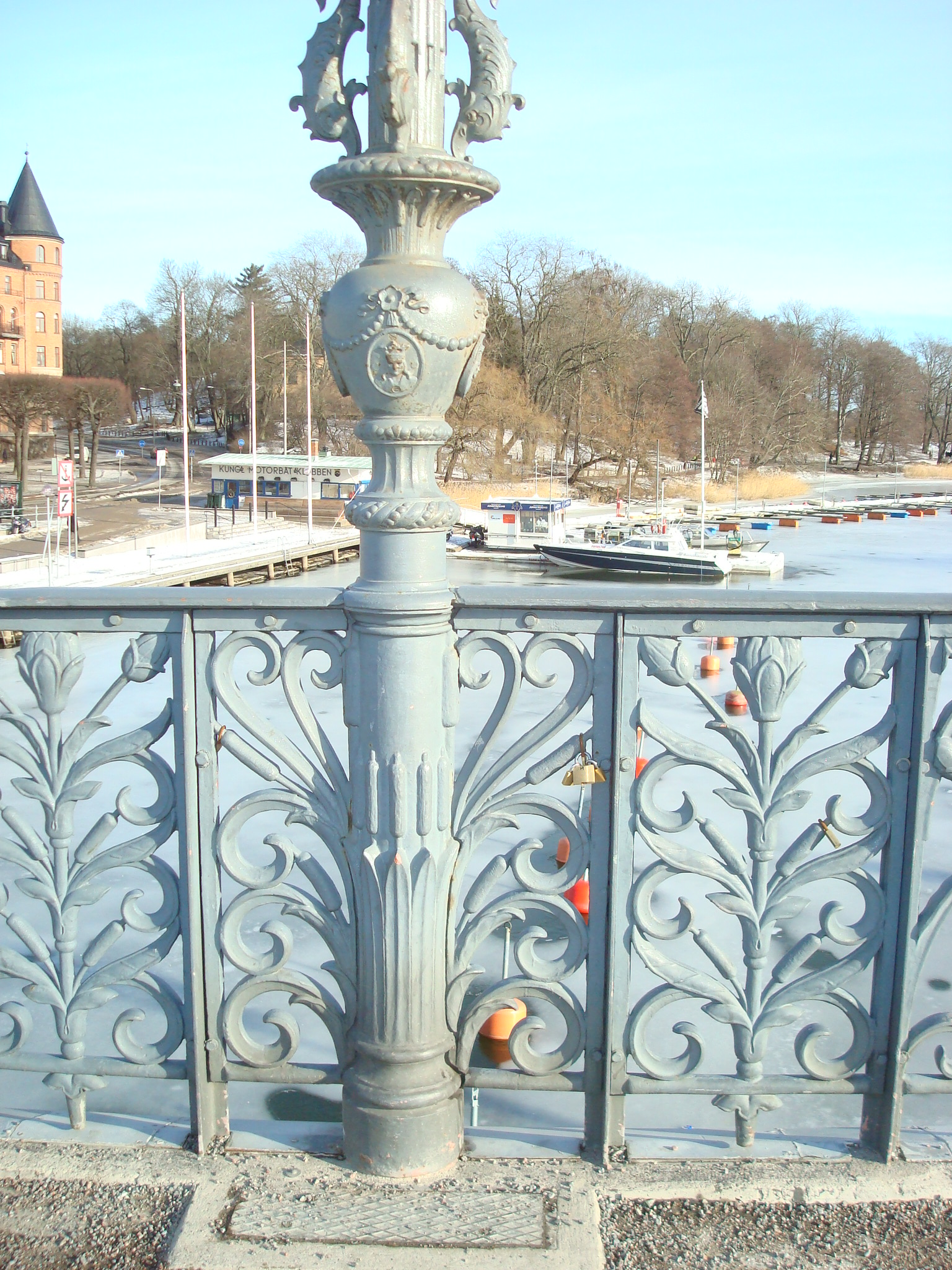
Kärlekslås på Djurgårdsbron i februari 2009

## Elektroniska källor
- City fights lovers’ padlock plague, 17 augusti 2003
- www.adraget.se
- www.amorchetti.com
- www.chinaculture.org
- www.historicallocks.com
- www.loverslock.com
- www.nytimes.com
- www.sprakradet.se
- Rapport 12 feb 2009
- www.thelovegrid.eu

## Otryckta källor
- Nordiska museets arkiv

## Fotnoter
1. ↑  Språkrådets nyordlista Arkiverad 29 december 2010 hämtat från the Wayback Machine.
2. ↑    - SVT Rapport den 2009-02-12 Arkiverad 23 september 2009 hämtat från the Wayback Machine.
3. ↑  Kättström Höök, Lena (2012). ”Kärlekslås - en ritual för evig kärlek”. I kärlekens spår : Fataburen, Nordiska museets och Skansens årsbok 2012 / (2012):  sid. 93-111. Libris 13512009